# Arsenie Boca
Arsenie Boca (Vața de Sus, província de Hunedoara, 29 de setembre de 1910 - Sinaia, 28 de novembre de 1989), sacerdot ortodox romanès, teòleg i artista (muralista).
Va ser abat del monestir de Sâmbăta de Sus i després del monestir de Prislop, on per seva personalitat va a atraure a milers de creients, fet pel qual va ser assetjat per la Securitate. El règim comunista romanès va sotmetre'l a una vigilància constant i va empresonar-lo en diferents ocasions.
Finalment va retirar-se al monestir de Sinaia, on treballà en l'embelliment de l'església de Drăgănescu, dedicada a Sant Nicolau. Un cop mort, segons el seu desig, fou enterrat al monestir de Prislop el 4 de desembre de 1989.
És considerat un dels majors representants de l'ortodòxia romanesa del segle xx. La seva tomba al monestir de Prislop aplega centenars de pelegrins que hi arriben tots els dies. Durant el 2015 la metropolia de Transsilvània i l'eparquia de Devei i Hunedoarei van iniciar el seu procés de canonització.

## Filocalia
Gràcies al seu viatge al Mont Atos, d'on va poder recollir diferents manuscrits, va col·laborar amb el pare Dumitru Stăniloae (que fou abans professor seu a Sibiu) en la traducció al romanès de la Filocalia. També va ser responsable de crear-ne la coberta.

## Obres pòstumes
- Cărarea împărăţiei (Camí al Regne). Ed. Episcopiei Ortodoxe Romane a Aradului; 1995.
- Lupta duhovnicească (Lluita espiritual). Ed. Agaton, Fagaras; 2009.
- Trepte spre vieţuirea în monahism (Passos a través de la vida monàstica). Ed. Teognost, Cluj-Napoca; 2003.